# Projan
Projan település Franciaországban, Gers megyében. Lakosainak száma 182 fő (2022. január 1.). Projan Saint-Agnet, Sarron, Moncla, Aurensan, Lannux, Ségos és Verlus községekkel határos.

## Népesség
A település népességének változása:
| Lakosok száma | 197  | 140  | 172  | 146  | 168  | 177  | 184  | 182  | 182  | 182  |
|               | 1968 | 1982 | 1990 | 2006 | 2013 | 2015 | 2017 | 2019 | 2020 | 2022 |